# يوناس يرفينن
يوناس يرفينن (بالفنلندية: Joonas Järvinen)‏ هو لاعب هوكي الجليد فنلندي، ولد في 5 يناير 1989 في توركو في فنلندا.

## وصلات خارجية
- يوناس يرفينن على موقع دوري الهوكي الوطني (الإنجليزية)
- يوناس يرفينن على موقع دوري الهوكي للقارات (الإنجليزية)
- يوناس يرفينن على موقع EliteProspects.com (الإنجليزية)
- يوناس يرفينن على موقع Eurohockey.com (الإنجليزية)
- يوناس يرفينن على موقع HockeyDB.com (الإنجليزية)